# Reisethrombose
Reisethrombose oder Flugthrombose ist der Begriff für eine Thrombose, die bei Fluggästen oder Passagiere langer Busreisen auftreten. Aussagen über mögliche Unterschiede zwischen verschiedenen Sitzklassen (die die Bezeichnungen Touristenklasse-Syndrom oder  Economy-Class-Syndrom implizieren), können nicht getroffen werden.
Die Faktoren, die dabei eine auslösende Rolle spielen, sind vor allem die Bewegungslosigkeit (Immobilisierung) beim eingeengten Sitzen, wobei durch die für lange Zeit angewinkelten Knie eine Stase zu einer Unterschenkelthrombose führen kann, Dehydration, die durch zu wenig Flüssigkeitsaufnahme bei trockener Luft an Bord erfolgt, eventuell unterstützt durch den Genuss von Alkohol, sowie möglicherweise ein verringerter Luftdruck. Daneben spielt das erworbene oder angeborene Thromboserisiko eine Rolle.
Bei Langstreckenflügen (mindestens vier Stunden) tritt bei ungefähr jedem 4500. bis 6000. Fluggast eine Reisethrombose auf. Diese muss allerdings nicht zu Beschwerden führen, sondern kann auch „stumm“ (asymptomatisch) verlaufen.

## Prävention
Um das Risiko zu reduzieren, wird dazu geraten, möglichst oft aufzustehen und die Beine zu bewegen. Falls dies nicht möglich ist, bieten sich ebenso einfache Übungen im Sitzen an: Dabei streckt man bspw. die Füße aus und führt damit kreisende Bewegungen aus oder wippt mit beiden Beinen. Außerdem sollte viel (nicht-alkoholische) Flüssigkeit getrunken werden und neben Alkohol auf beruhigende Medikamente wie zum Beispiel Schlaf- oder Beruhigungsmittel, verzichtet werden. Weitere Möglichkeiten der Risikoreduktion bestehen darin, auf Rauchen zu verzichten (möglichst lang vor und nach dem Flug) sowie zu enge Kleidung zu vermeiden.
Personen, die anfällig für Thrombosen sind (zu Risikogruppen siehe dort) aber auch Fluggästen ohne erhöhtes Thromboserisiko wird das Tragen von Stützstrümpfen empfohlen, die das Risiko für eine Thrombose auf einem Langstreckenflug senken. Nach ärztlicher Konsultation kann eine Prophylaxe durch Verabreichung von niedermolekularem Heparin erfolgen. Ob die oft angeratene Einnahme von Acetylsalicylsäure (ASS) die Bildung venöser Blutgerinnsel verhindern kann, ist umstritten. Zwar ist nach einer Leitlinie der AWMF aus dem Jahre 2009 zufolge die Einnahme von ASS nicht sinnvoll, neue Studien wie die WARFASA- und die ASPIRE-Studie kommen aber teilweise zu anderen Ergebnissen.